# Каселла
Касе́лла (итал. Casella) — коммуна в Италии, располагается в регионе Лигурия, в провинции Генуя.
Население составляет 3236 человек (2008 г.), плотность населения составляет 415 чел./км². Занимает площадь 8 км². Почтовый индекс — 16015. Телефонный код — 010.
Покровителем населённого пункта считается святой san Rocco.

## Демография
Динамика населения:

## Администрация коммуны
- Официальный сайт: http://www.comune.casella.ge.it/